# Wiktor Sergejewitsch Alexandrow
Wiktor Sergejewitsch Alexandrow (russisch Виктор Сергеевич Александров; * 14. Februar 2002 in Nischni Nowgorod) ist ein russischer Fußballspieler.

## Karriere

### Verein
Alexandrow begann seine Karriere bei Rubin Kasan. Im November 2020 stand er erstmals im Kader der Profis von Rubin, kam allerdings nicht zum Einsatz. Im Januar 2021 wurde er nach Lettland an den Valmiera FC verliehen. Für Valmiera debütierte er im Juni 2021 gegen den FK RFS in der Virslīga. Bis zum Ende der Saison 2021 kam er zu elf Einsätzen in der höchsten lettischen Spielklasse.
Nach dem Ende der Spielzeit in Lettland wurde er im Februar 2022 innerhalb Russlands an den FK Nischni Nowgorod weiterverliehen.

### Nationalmannschaft
Alexandrow spielte im Februar 2019 zweimal für die russische U-17-Auswahl. Im September 2019 kam er zweimal im U-18-Team zum Einsatz.